# Bananenbrot

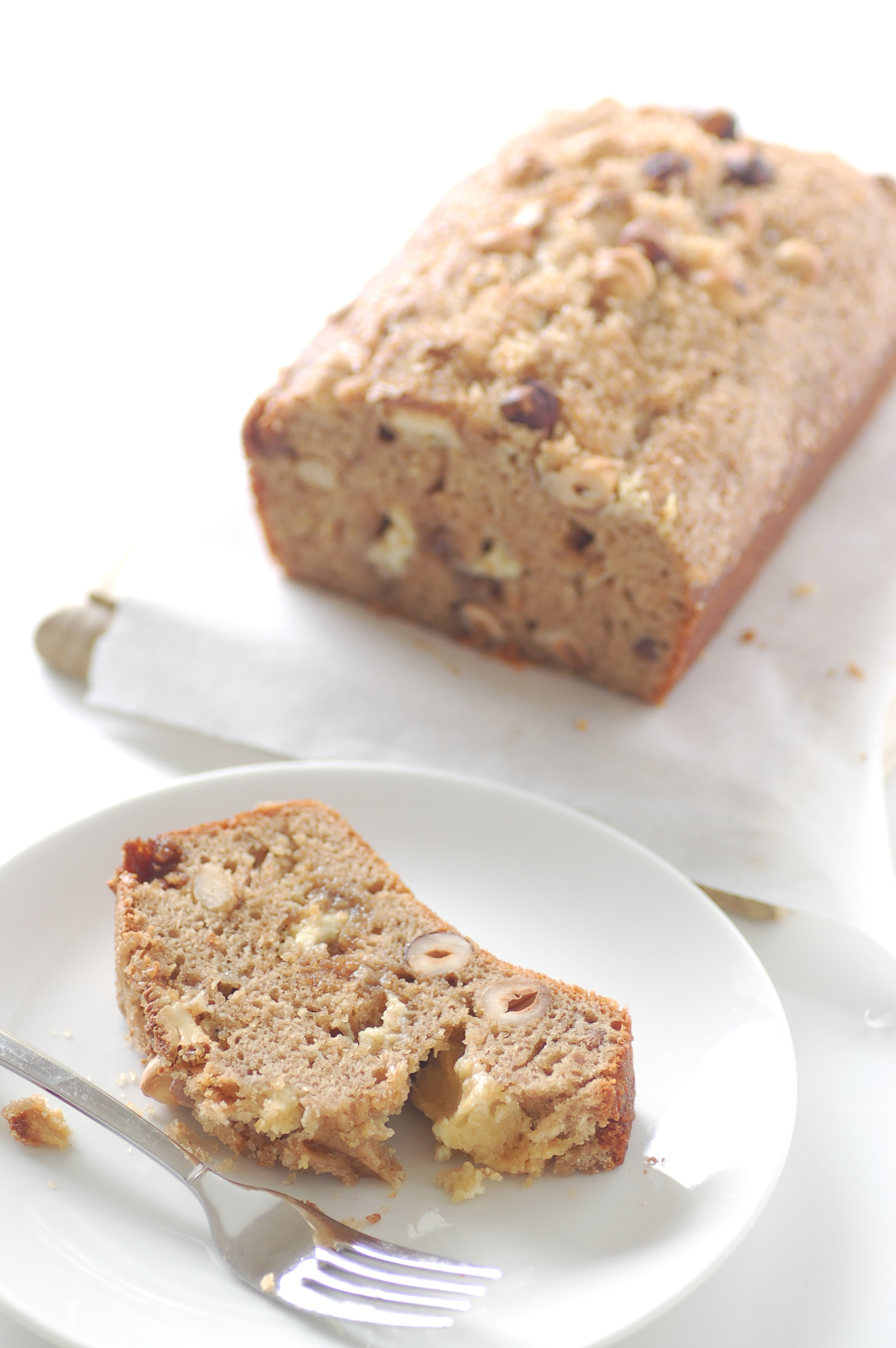
Bananenbrot

Bananenbrot ist ein aus Bananen, Mehl und anderen Zutaten zubereitetes süßes Brot.

## Zutaten und Herstellung
Es wird, je nach Rezept, aus zerkleinerten Bananen, Weizenmehl, Zucker, Backpulver, Butter, Milch und Ei bzw. Sojamilch oder Tofu hergestellt. Als weitere Zutaten können Nüsse, Rosinen oder Datteln sowie Gewürze (Zimt oder Vanille) verwendet werden. In veganen Varianten werden Eier und Milchprodukte ersetzt. Bananenbrot wird meist in einer Kastenform gebacken und in Scheiben geschnitten serviert.
Aufgrund des hohen Gehalts an Kohlenhydraten kann es als Energielieferant bei Ausdauer- und Kraftsportarten dienen.

## Geschichte
Bananenbrot ist vergleichsweise schnell und einfach zuzubereiten und insbesondere in den USA und Australien beliebt. Wann genau es erfunden wurde, ist nicht bekannt. Es könnte bereits Ende des 18. Jahrhunderts gewesen sein, als Pottasche als Triebmittel in Gebrauch kam. Dagegen spricht, dass es im ersten in den USA gedruckten Kochbuch von 1796 nicht ausdrücklich erwähnt wurde. Außerdem waren Bananen erst nach den kolonialistischen Expansionen um 1880 in größeren Mengen auf dem Markt verfügbar, weil es zuvor mangels Kühlmöglichkeiten Probleme bei Transport und Lagerung gab. Sicher nachgewiesen ist Bananenbrot durch ein Rezept in einem Backbuch aus dem Jahre 1933. Später wurden zahlreiche Abwandlungen entwickelt und auch fertige Backmischungen auf den Markt gebracht. Speziell während der COVID-19-Pandemie hat sich das Bananenbrot großer Popularität erfreut.